# Dacryotrichia
Dacryotrichia é um género botânico pertencente à família Asteraceae.